# Лайоль (нож)
Лайо́ль (фр. Laguiole, французское произношение: [laɡjɔl], окс. La Guiòla) — традиционный окситанский складной нож, первоначально изготавливавшийся в деревне Лайоль, от которой и получил своё название.

## История
Первоначальный тип этого ножа был создан в деревне Лайоль, по разным версиям, Казимиром-Антуаном Муленом (фр. Casimir-Antoine Moulin) в 1828 году или Жаном-Пьером Кальмелем (фр. Jean-Pierre Calmels) в 1829 году. Самые ранние образцы были с прямым лезвием и рукоятью (т. н. «прямой лайоль» — фр. laguiole droit). В 1840-х годах у них стал появляться троакар — инструмент, используемый для прокалывания полостей тела скота с целью облегчения болей при вздутии живота.
Основное влияние на современную форму лайоля предположительно оказала наваха, складной нож из Андалусии, который принесли в Окситанию сезонные миграции пастухов через Пиренеи между севером Испании и югом Франции. Дизайн навахи был объединён с дизайном местных ножей и в результате в 1860-х годах появился, ставший в последствии классическим, дизайн лайоля (хотя конструктивно два этих вида ножей имеют различия). В 1880-х годах некоторые модели начали оснащаться штопором в ответ на пожелания владельцев баров в Оверни и ресторанов в Париже.
- Lagiole droit
- Испанская наваха (ок. 1790)
- Классическая форма

## Дизайн
Классические ножи лайоль имеют тонкий извилистый контур и длину около 12 см в закрытом состоянии. Традиционно рукоять (т. н. «дамская ножка») делалась из рога крупного рогатого скота, однако в настоящее время используются и другие материалы. Узкое заостренное лезвие обычно изготавливается из нержавеющей или высокоуглеродистой стали. Обычный лайоль имеет только лезвие, но иногда добавляется штопор или какой-либо другой инструмент.
На рукоятях некоторых экземпляров можно найти узор из 6-8 металлических штифтов (т. н. «пастуший крест»). По легенде это украшение использовалось для молитвы при перегоне скота в горах, где не было церквей. Однако в действительности эта чисто декоративная деталь появилась не ранее 1950-х годов.
На фиксаторе лезвия обычно располагается рельефное металлическое изображение «мухи» (фр. la mouche), о котором также существует легенда: якобы она символизирует геральдическую пчелу Наполеона, пожалованную им в знак признания храбрости местных солдат. На самом деле такой элемент возник после Второй мировой войны. Технически это расширенный конец пружины вращающейся части лезвия, служащий упором для большого пальца.
Обух ножа украшается резным узором (гильошируется) по всей длине клинка.
- «Пастуший крест» на рукояти
- «Муха» на фиксаторе лезвия
- Резьба по обуху клинка

## Производство
Поскольку слово «лайоль» обозначает тип ножа, а не является зарегистрированной торговой маркой и не подлежит защите в рамках процедуры контроля подлинности происхождения (в отличие, например, от одноименного сыра), то такие изделия могут производиться где угодно. Это привело к широкой доступности недорогих, а иногда и некачественных ножей этого вида.
Во Франции в настоящее время лайоли производятся в городе Тьер, известном изготовлением столовых приборов, а производство в деревне Лайоль, прекратившееся после Первой мировой войны, возобновилось в конце XX века. При изготовлении лайоля для однокомпонентной модели (только нож) требуется 109 шагов, для двухкомпонентной (нож и штопор) — 166, а для трехкомпонентной (нож, штопор, шило) — 216. Французские производители ставят на лезвиях собственные товарные знаки (иногда также клеймо с маркой стали).
Название «Laguiole» используется также для продажи других столовых приборов (не складывающихся), оформляемых в стиле ножей.
- Столовый прибор в стиле «лайоль»
- Ножи для сыра в стиле «лайоль»
- Мастерская-музей в деревне Лайоль